# Lumbriclymenella robusta
Lumbriclymenella robusta är en ringmaskart som beskrevs av Arwidsson 1911. Lumbriclymenella robusta ingår i släktet Lumbriclymenella och familjen Maldanidae. Inga underarter finns listade i Catalogue of Life.